# Mitchell Airport (flygplats i Australien)
Mitchell Airport är en flygplats i Australien. Den ligger i kommunen Maranoa och delstaten Queensland, omkring 520 kilometer väster om delstatshuvudstaden Brisbane.
Trakten runt Mitchell Airport är nära nog obefolkad, med mindre än två invånare per kvadratkilometer..
Omgivningarna runt Mitchell Airport är i huvudsak ett öppet busklandskap.  Genomsnittlig årsnederbörd är 532 millimeter. Den regnigaste månaden är januari, med i genomsnitt 96 mm nederbörd, och den torraste är april, med 11 mm nederbörd.